# شریان رکتال فوقانی
سرخرگ راست‌روده‌ای بالایی یا شریان رکتال فوقانی (انگلیسی: Superior rectal artery) آخرین سرخرگ روده‌بندی پایینی (شریان مزانتریک تحتانی) است.
این سرخرگ با پایین‌روی به درون حفره لگن از داخل مزوکولون سیگموئید، با عروق ایلیاک مشترک چپ تقاطع می‌کند. سرخرگ راست‌روده‌ای بالایی در مقابل مهره s دو شاخه می‌شود. این دو شاخه با پایین‌روی از دو سوی راست‌روده، در دیواره راست‌روده به شاخه‌های کوچکتری تقسیم می‌شوند. این شاخه‌های کوچکتر با پایین‌روی تا سطح اسفنکتر داخلی مقعد، در طول مسیر خود با شاخه‌هایی از سرخرگ راست‌روده‌ای میانی (که خود شاخه‌ای از سرخرگ تهیگاهی درونی است) و سرخرگ راست‌روده‌ای پایینی (که خود شاخه‌ای از سرخرگ شرمگاهی درونی است) بازپیوسته (آناستوموز) می‌شوند.